# 피브릴

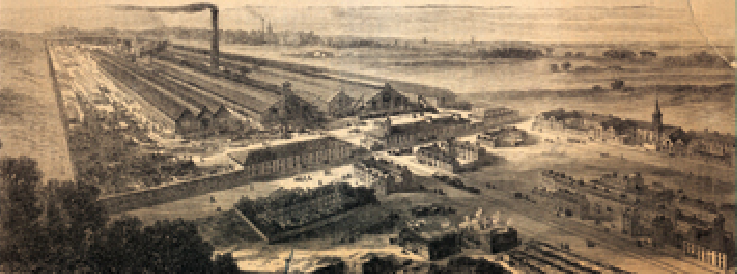
1865년경 피브-릴 공장

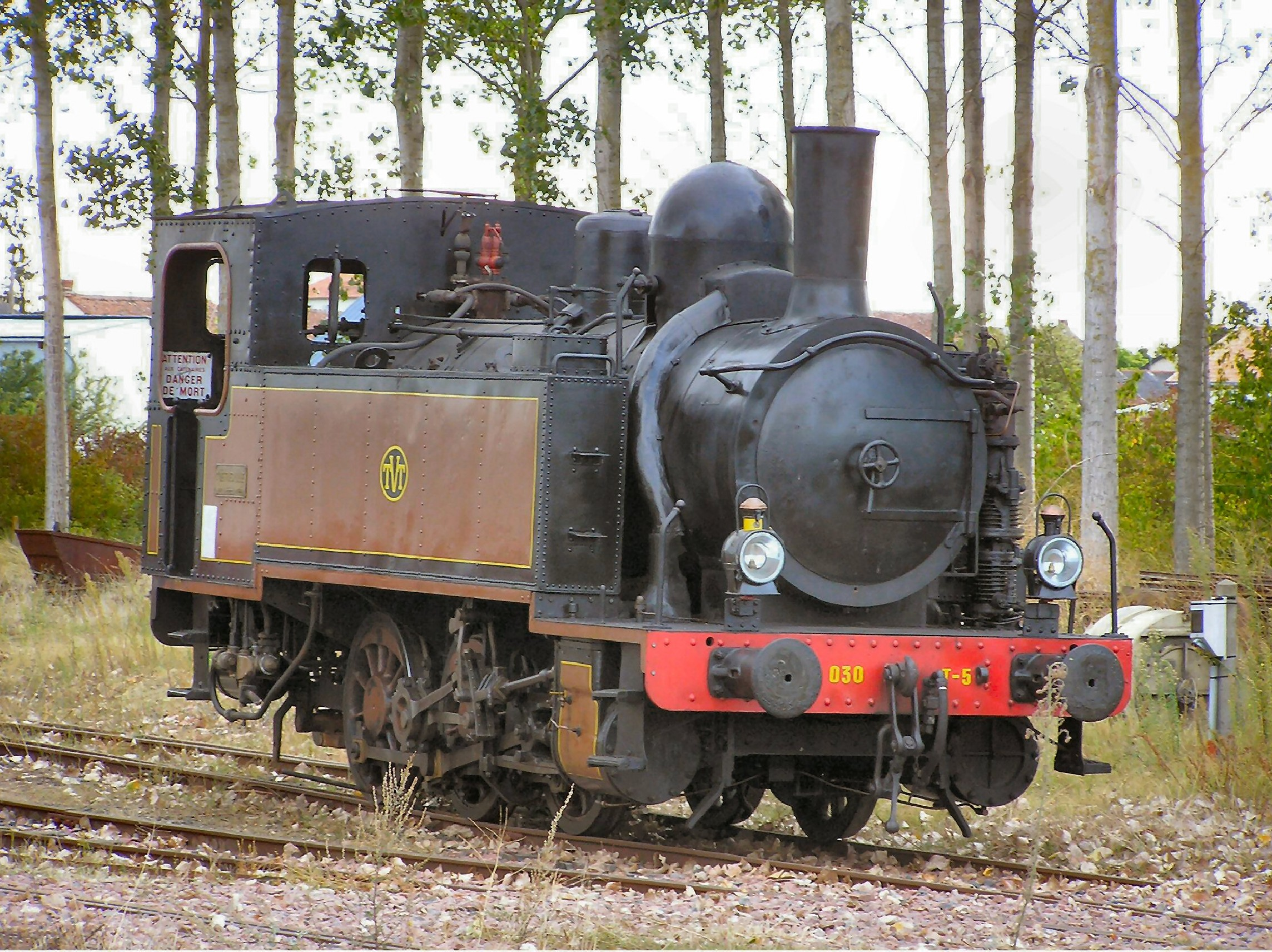
피브-릴 기관차 3716호, 보존됨

피브-릴(Fives-Lille)은 릴의 교외인 피브에 위치했던 프랑스의 엔지니어링 회사이다. 경의선 부설권을 처음 획득한 회사다. 현재는 피브 그룹의 일부이다.

## 역사
이 회사는 1861년 Parent, Schaken, Caillet et Cie로 시작했다. 설립자인 Basile Parent와 Pierre Schaken는 벨기에 출신이었다.
이후 이 회사는 Société J. F. Cail & Cie와 합작 투자에 들어갔다. 이 협력으로 인해 확장이 이루어졌고 여러 공장이 설립되었다. 릴 근처 피브 지역에 위치한 한 공장은 레일 및 증기 기관차 건설을 전문으로 했다. 론강의 지보르에 있는 또 다른 공장은 철도 철도 차량용 윤축을 전문으로 했다.
사업은 발전하여 1865년에 콤파니 드 피브-릴(Compagnie de Fives - Lille)이 되었고, 1868년에는 유한회사 콤파니 드 피브-릴 푸르 콩스트뤽시옹 메카니크 에 엔트르프리즈(Compagnie de Fives-Lille pour constructions mécaniques et entreprises)가 되었다. 카일 회사는 별도의 정체성을 유지했으며 1958년까지 피브-릴과 합병하지 않은 것으로 보인다. IK 파트너스는 2001년 2월 파리 증권 거래소의 공개 매수를 통해 피브-릴을 인수했으며, 이후 이 그룹은 2004년 8월 바클레이즈 프라이빗 에퀴티에 성공적으로 매각되었다. 나중에 이름이 "피브-릴-카일"로, 그 다음 "피브-카일-밥콕"으로 변경되었고, 최종적으로 2007년에는 "피브"로 변경되었다.

## 보존
- 피브-릴 기관차 3716호는 Train_des_mouettes#Locomotives_à_vapeur([[:fr:{{{3}}}|프랑스어판]])에 보존되어 있다.